# Eric Hughes
Eric Hughes est un mathématicien américain, programmeur informatique et cypherpunk. Il est considéré comme l'un des fondateurs du mouvement cypherpunk, aux côtés de Timothy C. May et John Gilmore,. Il est connu pour avoir fondé et administré la liste de diffusion Cypherpunk, rédigé le manifeste Cypherpunk, créé et hébergé le premier réexpéditeur anonyme,,, ainsi que comme le créateur de la devise « Les Cypherpunks écrivent du code » (Cypherpunks write code).
Le numéro de mai-juin 1993 de Wired comportait une photo de couverture de trois cypherpunks masqués, dont Hughes.
Le 27 septembre 2012, Hughes a prononcé le discours d'ouverture intitulé « Remettre le 'personnel' dans un ordinateur personnel » à la CryptoParty d'Amsterdam,.